# 董绍俊
董绍俊（1931年—），女，山东青岛人，中国分析化学家，中国科学院长春应用化学研究所研究员、博士生导师，第三世界科学院院士。

## 生平
1952年毕业于北京辅仁大学化学系，后在中国科学院长春应用化学研究所工作，1986任中国科学院电分析化学开放实验室主任，1999年当选为第三世界科学院院士。

## 家庭
丈夫汪尔康是中国化学家，中国科学院院士。

## 学术贡献
董绍俊长期从事功能界面电化学、光谱电化学、生物电化学和传感器等方面的研究。出版专著、专论16部/册，获授权发明专利60多项，发表SCI收录论文1000余篇，担任国家自然科学基金“七五”、“八五”、“九五”重大(子课题)和重点基金及“十五”国家仪器攻关课题负责人。

## 荣誉
获国家自然科学奖3项和省部级奖10项，2003年由中国科学院长春应用化学研究所授予吴学周奖，获第十六届霍拉子米国际一等奖